# Umbrina coroides
Umbrina coroides és una espècie de peix de la família dels esciènids i de l'ordre dels perciformes.
Els adults poden assolir 35 cm de longitud. Menja crustacis petits. És un peix de clima subtropical (38°N-8°S) i demersal. Es troba a l'Atlàntic occidental: des de les Bahames, Virgínia i Texas (els Estats Units) fins a Recife (Brasil), incloent-hi les Antilles i el nord de Sud-amèrica. Els exemplars grossos es comercialitzen frescos, mentre que els més petits són emprats com a esquer. És inofensiu per als humans.